# アイズ (ドナ・サマーの曲)
「アイズ」(Eyes) は、ドナ・サマーのアルバム『キャッツ・ウィズアウト・クロウズ』(Cats Without Claws) から切り出された3枚目にして最後のシングル。アルバムに収録されたバージョンから、短く編集され、ジェリービーンことジョン・ベネテスがリミックスしたこのシングルは、全英シングル・チャートに1週だけ入り、97位を記録した。
イギリスでリリースされた「アイズ」の12インチ・シングルは、B面に、同じく『キャッツ・ウィズアウト・クロウズ」の収録曲である「アイム・フリー」(I'm Free) のカリプソ風リミックスを収めていた。「アイム・フリー」は、ドナ・サマーと彼女のバックバンドが、1984年にディック・クラークの『American Bandstand』クリスマス特番や『ソウル・トレイン』で演奏した曲であり、当初はこちらが次のシングルとされるはずだったようにも見える。

## トラックリスト
ヨーロッパ 7"
1. "Eyes (Edit)" - 3:45
2. "It's Not the Way" - 4:22

UK 12"
1. "Eyes (Extended Mix)" - 6:58 (Remixed by John "Jellybean" Benitez)
2. "I'm Free" - 6:18 (Remixed by John "Jellybean" Benitez)
3. "It's Not the Way" - 4:22

ドイツ 12"
1. "Eyes (Extended Mix)" - 6:58 (Remixed by John "Jellybean" Benitez)
2. "It's Not the Way" - 4:22